# 托爾納維斯塔區
8°55′56″S 74°42′15″W / 8.9321°S 74.7041°W
托爾納維斯塔區（西班牙語：Distrito de Tournavista），是秘魯的一個區，位於該國中部瓦努科大區的印加港省，始建於1984年11月19日，面積2,043.3平方公里，海拔高度250米，2005年人口6,024，人口密度每平方公里2.9人。